# Olcinia erosifolia
Olcinia erosifolia är en insektsart som beskrevs av Carl Stål 1877. Olcinia erosifolia ingår i släktet Olcinia och familjen vårtbitare. Inga underarter finns listade i Catalogue of Life.